# Elamita lineară

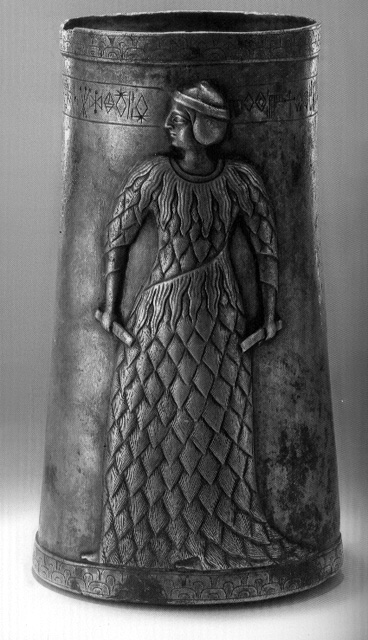
Un vas de argint (artefactul Q) din Marvdasht, în Persida, cu o inscripție elamită lineră, din al III -lea mileniu î. e. n.. Vasul e păstrat în Muzeul Național al Iranului.

Elamita lineară este un sistem de scriere nedescifrat din Epoca Bronzului care a fost folosit în Elam, cunoscut de pe câteva inscripții.